# Ioan Casian
Ioan Casian (Ioannis Cassianus sau Kassianos, n. circa 360, Dobrogea - d. 435, Marsilia) a fost unul dintre reprezentanții cei mai de seamă ai literaturii și monahismului creștin din sec. IV și V, fiind cinstit ca sfânt părinte al Bisericii.

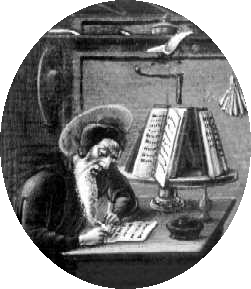
Gravură medievală reprezentându-l pe Ioan Casian

## Biografie
Ioan Casian s-a născut în jurul anului 360, într-o familie din Dobrogea (pe acea vreme « Scythia minor »), probabil într-una dintre cetățile greco-romane de pe coastă : Argamum, Histria, Tomis sau Kallatis unde creștinismul era bine implantat, unde se vorbeau limbile latină și greacă și unde inscripții și sarcofage menționează numele de familie Kassianos/Cassianus. A învățat să scrie și să citească în limba latină și în limba greacă. Împreună cu sora sa și cu prietenul său Gherman (Germanus sau Ghermanos), cu care împărtășea credința creștină, Casian întră în rândul sfinților bisericii din regiune, precum Teotim și Bretanion, episcopi ai Tomisului, sau Dionisie Exiguul (cel Mic) sau cel Smerit, întemeietorul calendarului creștin. În jurul anilor 378-380, pe la 20 de ani, doritor să cunoască locurile sfinte, pleacă cu sora sa și cu Gherman la Bethleem, unde sora sa devine călugăriță, rămânând acolo. Casian și Gherman rămân în jur de 5 ani la Ierusalim apoi merg în Anatolia unde cunosc comunitățile monahale înființate de Sfântul Vasile cel Mare și Sfântul Ioan Gură de Aur. În jurul anului 385 iau drumul Nilului, pe urmele vestiților pustnici Antonie și Pahomie, cunoscând viața monahală a cenobiților și anahoreților din deșertul egiptean. După șapte ani, se întorc la Bethleem. Aici, cei doi timp de mai mulți ani, consemnează un adevărat tezaur scripturar relatând experiența pustnicilor Egiptului. Tot aici se pare că au descoperit și experiența rugăciunii perpetue pe care o vor răspândi ulterior prin călătoriile lor.
În jurul anului 399 se află la Constantinopol. Sfântul Ioan Gură de Aur, atunci arhiepiscop al Constantinopolului, îl hirotonește diacon, iar pe Gherman ca preot. În anul 404 d. Hr., în urma intrigilor de la curte, Sf. Ioan Gură de Aur este exilat în Munții Caucaz, în Georgia. Ioan Casian, însoțit de Gherman, pleacă la Roma pentru a cere ajutor papei Inocențiu I (401-417). Între timp, află că Sf. Ioan Gură de Aur a murit (407). La Roma se împrietenește cu viitorul papă Leon, căruia, în anul 430, i se va adresa cu cuvinte de stimă și de afecțiune, în prefața cărții „De incarnatione”. A fost hirotonit preot probabil de  papa Leon cel Mare. Pleacă mai departe, în Galia în anul 415, fiind trimis pentru a continua creștinarea galilor, începută deja de sfinții Pothin de Lyon⁠(fr)[traduceți] și Irineu de Lyon. La Marsilia înființează două mănăstiri, una de călugări și alta de maici: « Mănăstirea Sfântul Victor » și « Mănăstirea Sfântul Sotiros » (Mântuitorul). Organizează viața mănăstirească după modelul mănăstirilor din orient cu adaptările necesare locului. Prin aceasta, Ioan Casian este un factor de legătură între cultura patristică a Răsăritului și cea a Apusului fiind considerat unul dintre cei mai de vază promotori ai monahismului în occident. 
A combătut teza augustiniană despre „supremația harului asupra propriei conștiințe”, fiind astfel considerat semipelagianist (mișcare religioasă înfloritoare în perioada 429-539 d. Hr., în sudul Franței, pe care Biserica Romano-Catolică o considera erezie). A luat poziție împotriva nestorianismului și a pelagianismului. 
După o trăire creștinească dusă în viața monahală vreme de peste 60 de ani, decedează la Mănăstirea sa din Marsilia, în anul 435 d.Hr. Este canonizat la Marsilia, în secolul al V-lea, fiind pomenit în ziua de 23 iulie. La data de 20 iunie 1992, Sinodul Bisericii Ortodoxe Române, hotărăște canonizarea Sfinților Cuvioși Ioan Casian și Gherman, fiind prăznuiți în ziua de 29 februarie (în anii bisecți), sau 28 februarie.

## Opera
S-au păstrat de la Ioan Casian trei mari lucrări: 
- Despre așezămintele cenobiților (mănăstirești) și despre remediile celor opt păcate principale (în latină De institutionis cenobiorum et de octo principalium vitierum remediis libri XII), cca. 420, 12 cărți;
- Colațiuni sau convorbiri cu Părinții, „Colationes patrum”[9], cca. 428, în 24 de cărți;
- Despre Întruparea Domnului, contra lui Nestorie (în latină De incarnatione Domini contra Nestorium), cca. 430, lucrare apologetică polemică în 7 cărți, redactată la cererea arhidiaconului Leon, devenit, mai târziu, papă al Romei.

Ioan Casian a fost un mare propovăduitor al credinței creștine și al traiului monahal. În literatura bisericească, Ioan Casian a folosit, și introdus în occident, patericul, adică disciplina literară în care ideile principale ale vieții monahale sunt îmbrățișate prin convorbiri sau discursuri reale ori imaginare rostite de către părinții de seamă ai mănăstirilor din orient.

## Istorie bisericească
În anul 1912, arheologul Vasile Pârvan a descoperit în valea Casimcei, la locul cunoscut azi sub numele de « Peștera sfântului Ioan Casian », o inscripție grecească care a fost pusă, precum mai multe alte inscripții și morminte cu numele de familie Kassianos/Cassianus, în legătură cu valea și podișul Casimcei, ceeace nu este însă, arheologic și epigrafic vorbind, o dovadă că Ioan Casian s-ar trage din această zonă, dat fiind că numele Casimcea nu exista în antichitate, el provenind din denumirea turcă Kasımca, "ținutul lui Kasım".